# Orgue de l'église Saint-Léger de Cognac
L'orgue de l'église Saint-Léger de Cognac est situé sur une tribune derrière le maître-autel, une disposition originale qui s'explique par la présence de la rosace sur le mur de la façade principale de la nef.

## Historique
Œuvre du facteur d'orgue Henri Thébaud, et des établissements Boccière, du  Mans, pour le buffet, l'orgue a été installé en 1861. Il a été restauré en 1990. L'instrument comporte actuellement 39 jeux dont 3 en chamade, ainsi qu'un système de transmission électro-pneumatique, révolutionnaire pour l'époque.
De cette époque, ne restent que le buffet et quelques tuyaux.

## Évolutions
L'orgue initial présentait un gros défaut : son étendue rendait la transmission malaisée. C'est pourquoi une transmission électrique est installée en 1948, sur les conseils de Marcel Dupré. La restauration est l'œuvre de Louis Debierre.
En 1990, lors d'une restauration de l'orgue par les établissements Oberthür de Saintes, de nouveaux jeux sont ajoutés, notamment trois en chamades (deux réels et un en reprise). La transmission est encore améliorée, avec des capteurs électro-magnétiques utilisant l'effet Hall.
Un séquenceur de combinaisons permet en outre de stocker 1024 (16x16x4) registrations différentes avec un système de clé électroniques.

## Compositions successives

### Composition d'origine (1861)
| Grand Orgue (54 notes) | Récit expressif (42 notes) | Pédalier (25 notes) |
| ---------------------- | -------------------------- | ------------------- |
| Bourdon 16             | Flûte 8                    | Flûte 16            |
| Montre 8               | Bourdon 8                  | Flûte 8             |
| Bourdon 8              | Voix Céleste 8             | Bombarde 16         |
| Salicional 8           | Flûte 4                    | Trompette 8         |
| Gambe 8                | Basson-Hautbois 8          |                     |
| Flûte harmonique 8     | Voix Humaine 8             |                     |
| Prestant 4             | Trompette 8                |                     |
| Doublette 2            |                            |                     |
| Basson harmonique 8    |                            |                     |
| Trompette 8            |                            |                     |
| Clairon 4              |                            |                     |

### Composition à l'issue de la restauration de 1948
| Grand Orgue (61 notes) | Positif expressif (61 notes) | Récit expressif (61 notes) | Pédalier (32 notes)   | Combinaisons                                                                         |
| ---------------------- | ---------------------------- | -------------------------- | --------------------- | ------------------------------------------------------------------------------------ |
| Bourdon 16             | Quintaton 16                 | Principal 8                | Flûte 16              | Tirasse 8: Grand Orgue, Positif, Récit                                               |
| Montre 8               | Bourdon 8                    | Flûte traversière 8        | Soubasse (emprunt) 16 | Tirasse 4: Récit                                                                     |
| Flûte harmonique 8     | Salicional 8                 | Gambe 8                    | Dolce 8 (emprunt)     | Accouplements 8: Positif/Grand Orgue; Récit/Grand Orgue; Récit/Positif               |
| Bourdon 8              | Flûte douce 4                | Voix Céleste 8             | Flûte 8               | Accouplements 16: Positif/Grand Orgue; Récit/Grand Orgue; Récit/Positif; Récit/Récit |
| Prestant 4             | Quarte 2                     | Flûte octaviante 4         | Flûte 4               | 8 combinaisons fixes, 4 combinaisons libres                                          |
| Doublette 2            | Nasard 2 2/3                 | Plein-Jeu III rangs        | Flûte 4               | annulateur général, annulateur Grand Orgue, Positif, Récit, Pédalier                 |
| Plein-Jeu IV rangs     | Tierce 1 3/5                 | Basson-Hautbois 8          | Bombarde 16           | Boîte expressive Récit, Positif                                                      |
| Cornet V rangs         | Cromorne 8                   | Trompette 8                | Trompette 8           | Trémolo Positif                                                                      |
| Basson 16              | Voix humaine 8               | Clairon 4                  |                       |                                                                                      |
| Trompette 8            |                              |                            |                       |                                                                                      |
| Clairon 4              |                              |                            |                       |                                                                                      |

### Composition à l'issue de la restauration de 1990
| Grand Orgue (61 notes) | Positif expr (61 notes) | Récit expr (61 notes) |  | Pédalier (32 notes) |  |  | Combinaisons                                                  |
| ---------------------- | ----------------------- | --------------------- |  | ------------------- |  |  | ------------------------------------------------------------- |
| Bourdon 16             | Quintaton 16            | Flûte traversière 8   |  | Soubasse 32         |  |  | Tirasse 8: Grand Orgue, Positif, Récit                        |
| Montre 8               | Bourdon 8               | Gambe 8               |  | Flûte 16            |  |  | Tirasse 4: Récit, Positif                                     |
| Flûte Harmonique 8     | Salicional 8            | Voix Céleste 8        |  | Soubasse 16         |  |  | Positif/Grand Orgue, Récit/Grand Orgue, Récit/Positif: 16,8,4 |
| Bourdon 8              | Flûte douce 4           | Flûte octaviante 4    |  | Flûte 8             |  |  | Octave 16,4: Grand Orgue, Positif, Récit                      |
| Prestant 4             | Nasard 2 2/3            | Octavin 2             |  | Bourdon 8           |  |  | Tremblant Positif, Récit                                      |
| Doublette 2            | Quarte 2                | Fourniture III        |  | Bombarde 16         |  |  | Appel tutti                                                   |
| Mixtur IV              | Tierce 1 3/5            | B-hautbois 8          |  | Trompette 8         |  |  | Combinateur séquentiel Heuss 16 x 16 x 4                      |
| Cornet V               | Scharf IV               | Trompette 8           |  | Chamade 8           |  |  | Expressions Positif et Récit                                  |
| Basson 16              | Cromorne 8              | Voix humaine 8        |  | Chamade 4           |  |  |                                                               |
| Trompette 8            | Chamade 8               | Chamade 8             |  | Chamade 2           |  |  |                                                               |
| Clairon 4              | Chamade 4               | Chamade 4             |  |                     |  |  |                                                               |
| Chamade 8              |                         |                       |  |                     |  |  |                                                               |
| Chamade 4              |                         |                       |  |                     |  |  |                                                               |

## Titulaires
- 1931-1946 : Henri Rochais
- 1946 : Yves Favraud
- 1946-2007 : Paule Rochais (1928-16/09/2007)
- 2007: Laurent Richard

Extrait du Bulletin de la "Société des Archives Historiques de la Saintonge et de l'Aunis", vol. 30, no 5, octobre 1910, p. 233 :
Le 2 septembre 1910 ont eu lieu à Cognac les obsèques de M. Joseph-Pascal-Fernand Fernandez de Monge, âgé de 56 ans, compositeur de musique, organiste de Saint-Léger. Il avait épousé Mlle Marie Descudé.